# Вуд, Тим
Тимоти Лайл (Тим) Вуд (англ. Timothy Lyle «Tim» Wood; род. 21 июня 1948 года в Хайленд-Парк, Мичиган, США) — фигурист из США, серебряный призёр зимней Олимпиады 1968 года, двукратный чемпион мира, трёхкратный чемпион США в мужском одиночном катании.

## Биография
Дебютировал на чемпионате мира в 1965 году, где занял 13-е место. Накануне Олимпиады занял 9-е место на чемпионате мира. После этого стал тренироваться по 7,5 часов в день, выработал психологическую устойчивость. Это привело к успехам на Олимпиаде и чемпионате мира.

## Спортивные достижения
| Соревнования/Сезоны         | 1965 | 1966 | 1967 | 1968 | 1969 | 1970 |
| --------------------------- | ---- | ---- | ---- | ---- | ---- | ---- |
| Зимние Олимпиады            |      |      |      | 2    |      |      |
| Чемпионаты мира             | 13   |      | 9    | 2    | 1    | 1    |
| Чемпионаты Северной Америки | 5    |      | 5    |      | 1    |      |
| Чемпионаты США              | 3    | 4    | 3    | 1    | 1    | 1    |